# Expédition de Gougounian
L'expédition de Gougounian (arménien : Կուկունեանի արշաւանքը) est une tentative entreprise par un petit groupe de nationalistes arméniens de l'Empire russe de lancer une expédition armée à travers la frontière de l'Empire ottoman en 1890 pour soutenir les Arméniens locaux.

## Contexte
Le chef de l'expédition est un ancien étudiant, Sarkis Gougounian (1866-1913). Comme beaucoup d'autres Arméniens russes, il est préoccupé par le sort des Arméniens ottomans vivant sous le règne du sultan Abdülhamid II. Au départ, Gougounian a le soutien du principal parti nationaliste arménien en Russie, les Dashnaks, mais ils tentent rapidement de le dissuader de se lancer dans un projet aussi dangereux.
Avec le soutien financier de riches Arméniens vivant à Tbilissi et à Bakou, Gougounian parvient à acheter des armes et lever une force de volontaires de 125 hommes.

## Conflit
Gougounian poursuit son expédition et ses volontaires partent le 27 septembre 1890. Ils traversent la frontière mais manquent de nourriture et, après un affrontement avec les troupes turques et kurdes, ils se retirent en Russie. Là, ils sont interceptés par des cosaques qui arrêtent 43 membres de l'expédition.
Les autorités russes traitent alors toute activité nationaliste arménienne au sein de leur empire avec une profonde méfiance et les membres arrêtés sont jugés. Ils avaient combattu sous une bannière aux initiales « MH », qui pouvait signifier soit « Mère Arménie », soit « Union des Patriotes » en arménien. Le procureur du procès, qui a lieu à Kars en 1892, allègue que les lettres signifient « Arménie unie », une autre interprétation possible – et plus subversive. 27 des accusés sont condamnés et exilés en Sibérie.

## Conséquences
Bien que l'expédition ait été un échec, ses membres deviennent des héros de la cause nationaliste arménienne et l'objet de chants patriotiques.